# SG-20
La SG-20 entoure la ville de Segovie du nord au sud par l'est de l'agglomération.
D'une longueur de 15 km environ, elle relie la N-110 à Perogordo et la A-601 (Segovie - Valladolid) à hauteur de La Lastrilla au nord de la ville.
Elle dessert tous l'est de Segovie ainsi que les petites communes aux alentours.
Elle au norme autoroutière (2x2 voies séparées par un terre plein central) tout au long de son parcours.

## Tracé
- Elle débute au sud-ouest de Segovie où elle prolonge la N-110 en provenance d'Avila.
- Elle longe la ville par le sud en desservant les zones industrielles.
- Elle croise la AP-61 qui relie Segovie à l'AP-6.
- De là commence la courte section en voie express 2x2 voies pendant 2 km environ.
- La SG-20 contourne la ville par l'est avant de prolonger la A-601 qui va être convertie en autovia jusqu'à Valladolid.